# Dorojni (Rostov)
|  | Per a altres significats, vegeu «Dorojni». |

Dorojni (en rus: Дорожный) és un poble (un possiólok) de l'óblast de Rostov, a Rússia, que en el cens del 2010 tenia 1.062 habitants, pertany al districte d'Aksai.